# 大皮院
大皮院是位于西安回坊内的一条街道，以街道内所经营的回民饮食而闻名。大皮院因为明朝时街道内多经营绸皮生意而得名。
大皮院内共有四条小巷，分别是张家巷、李家巷、刘家巷、绸皮巷。

## 历史
清代光绪年间，大皮院东口路北有两广会馆，崇祀关帝和文昌。民国《西京快览》中记载，大皮院中还有两江会馆。
清代到民国时期，回坊一带的很多回民开始以提篮叫卖的小生意为生，卖牛羊肉、饮食小吃成了街道内的主要营生。

## 著名地点
大皮院清真寺坐落在大皮院西段南侧，始建于明永乐九年（1411年），由马道真先生购地兴建，清乾隆四十六年（1781年）重修。清真寺在1959年被占作他用，直到1985年由当地教民捐资，经过5年的努力恢复了清真寺原貌。